# Tazewell (Virginia)
Tazewell es un pueblo situado en el condado de Tazewell, al oeste del estado de Virginia (Estados Unidos), cerca de la frontera con Virginia Occidental. Según el censo de 2010 tenía una población de 4627 habitantes.

## Demografía

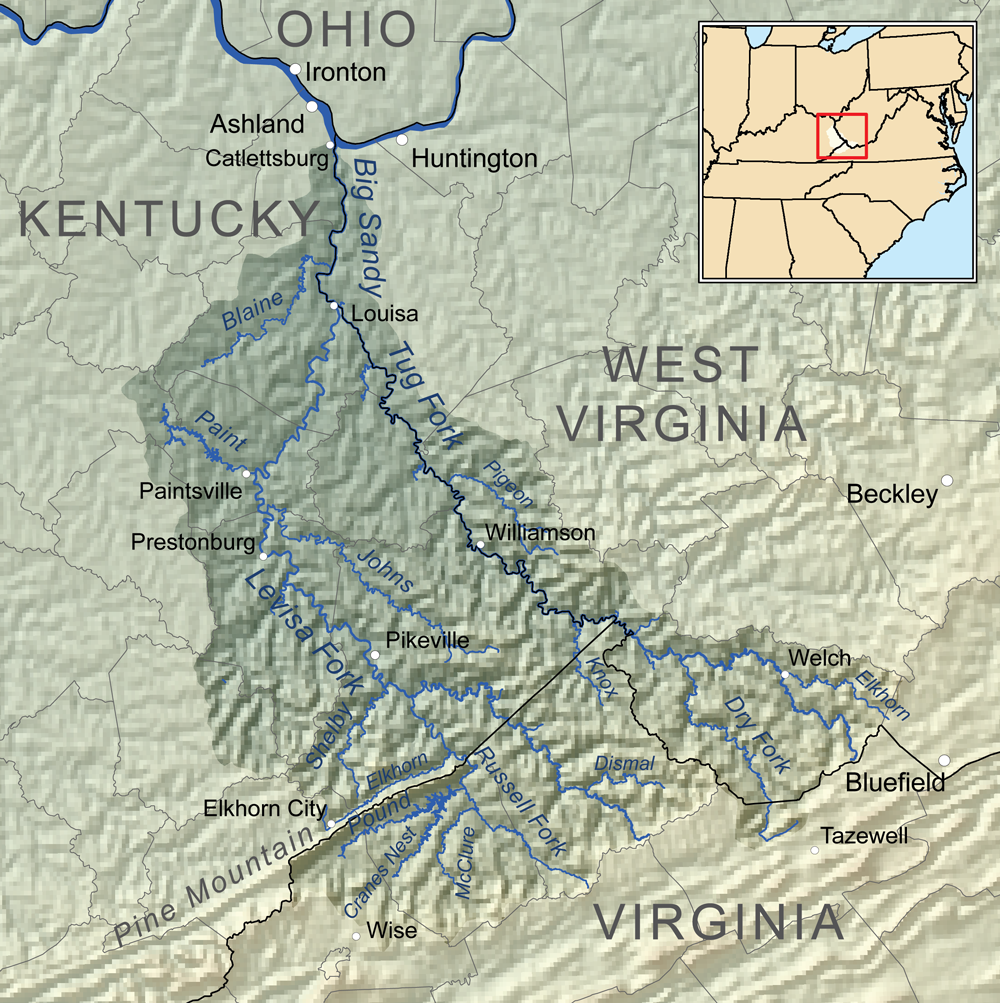
Mapa del río Big Sandy en el que aparece abajo a la derecha Tazewell

Según el censo del 2000, Tazewell tenía 4.206 habitantes, 1650 viviendas, y 1.098 familias. La densidad de población era de 402 habitantes por km².
De las 1650 viviendas en un 26,1% vivían niños de menos de 18 años, en un 51,7% vivían parejas casadas, en un 11,8% mujeres solteras, y en un 33,4% no eran unidades familiares. En el 31,2% de las viviendas vivían personas solas el 15,6% de las cuales correspondía a personas de 65 años o más que vivían solas. El número medio de personas viviendo en cada vivienda era de 2,25 y el número medio de personas que vivían en cada familia era de 2,81.
Por edades la población se repartía de la siguiente manera: un 18,6% tenía menos de 18 años, un 8,1% entre 18 y 24, un 26,3% entre 25 y 44, un 25,3% de 45 a 60 y un 21,7% 65 años o más.
La edad media era de 43 años. Por cada 100 mujeres de 18 o más años había 87,3 hombres.
La renta media por vivienda era de 28.510$ y la renta media por familia de 37.792$. Los hombres tenían una renta media de 35.912$ mientras que las mujeres 22.664$. La renta per cápita de la población era de 15.468$. En torno al 11,6% de las familias y el 20,6% de la población estaban por debajo del umbral de pobreza.

## Localidades adyacentes
El siguiente diagrama muestra a las localidades más próximas a Tazewell.